# Sprechwissenschaft
Die Sprechwissenschaft ist eine wissenschaftliche Disziplin, die sich im Rahmen des Themenfeldes mündliche Kommunikation – als Schwesterdisziplin der Sprachwissenschaft – mit der Erforschung und der Lehre des gesprochenen Wortes und der Sprechkommunikation befasst.

## Begriffsbestimmungen, nähere begriffliche Eingrenzung
Mithilfe eines Verständnisses der Sprechsituation werden ausgewählte Bereiche der Sprechkommunikation analysiert und didaktisiert. Die sprechwissenschaftlichen Untersuchungen umfassen dabei die Kommunikatoren, den Gegenstand, den Inhalt und die Modalitäten des Gesprächs. Ein Schwerpunkt liegt hierbei auf der Analyse des Sprechens und Hörens in Kommunikationsvorgängen zwischen miteinander sprechenden Personen. 
Die besagten beiden Komplexphänomene – nämlich das Sprechen und das Hören – gelten als grundlegend für die Verständigung und werden aus einer physischen, physiologischen, physikalischen, linguistischen, sozialen sowie psychosozialen Perspektive beobachtet, beschrieben und bewertet. Auch die Entstehung und Entwicklung kultur- und gesellschaftshistorisch bedingter Sprach- und Sprechprozesse tritt in den Fokus der Analyse. Zumeist liegt der Auswertung sprechwissenschaftlicher Prozesse und Datensätze eine empirisch-theoretische Basis zugrunde, jedoch bieten sich für die semantische Untersuchung des Gesprochenen auch noch weitere induktive und deduktive Zugänge an. 
Neben der Erstellung von Modellen der situativen Darstellung von auf Kompetenz oder Performanz gerichteten Kommunikationsvorgängen, dient die Lehre der Sprechwissenschaft auch der Entwicklung von Methoden und Fähigkeiten zu einer optimierten Gesprächsführung sowie zu einer effektiven Verständigung beim Sprechen.
Die Sprechwissenschaft lässt sich als theoriebildende Disziplin neben der didaktisch und methodologisch orientierten Sprecherziehung einordnen. Historisch betrachtet hat sich aus der gelebten Lehrpraxis der Sprecherziehung die Systematisierung der Erkenntnisse und Erfahrungen der Sprechkunde entwickelt, und diese führte wiederum zur empirisch reflektierten Theorieaufstellung der Sprechwissenschaft. Sprecherziehung und Sprechwissenschaft werden heutzutage meist als zusammengehörende Disziplinen angesehen. Hierbei stehen Theorie und Didaktik in einer engen traditionellen Verbundenheit und können daher nicht eindeutig voneinander getrennt werden.
Die sprechwissenschaftliche Lehre wird thematisch in die Unterbereiche Sprechbildung, Phonetik und Phonologie, Rhetorische Kommunikation, Sprechkunst (Ästhetische Kommunikation) sowie Klinische Sprechwissenschaft (Therapeutische Kommunikation) eingeteilt. Das thematische Feld der Medienrhetorik, das als Unterkategorie der Rhetorischen Kommunikation angesehen werden kann, ist zudem als alleinstehender Bereich definierbar.
Es besteht ein Bezug zu benachbarten Teildisziplinen im geistes-, sozial- und naturwissenschaftlichen Bereich. Im Speziellen können in den angrenzenden Wissenschaftsgebieten der Germanistik, Linguistik, Kommunikationswissenschaft, Physik, Medizin, aber auch Soziologie und Verhaltenswissenschaft interdisziplinäre Forschungs- und Anwendungsbereiche der Sprechwissenschaft wiedergefunden werden.

## Teilbereiche

### Sprechbildung
Die Sprechbildung stellt eine Lehrmöglichkeit der sprecherischen Fähigkeits- und Fertigkeitsentwicklung dar, die meist durch professionelle Begleitung auf eine individuelle Person zugerichtet ist. Sie stellt den Oberbegriff für den Prozess von Stimmbildung und Artikulationsschulung dar. Unter dem Begriff Stimmbildung wird die Ausbildung der Sprechstimme als vorbereitende Maßnahme für stimmintensive Berufe verstanden. Die Sprechbildung dient der Darlegung der Voraussetzungen für den Sprechvorgang, denen die Elementarprozesse „Atmung, Lautbildung, Stimmerzeugung, Sprechausdruck, Sprechdenken, Hörverstehen, Körperausdruck, Körperhaltung, Körperspannung, Intentionalität“ (Christa M. Heilmann: Kompakt-Lexikon Sprechwissenschaft) zugrunde liegen. Sie stützt sich auf didaktische Grundkonzepte, spiegelt sich aber auch in Trainingsmethoden wider, die eine gezielte Reflexion und damit verbundene Änderung des Sprechhandelns einbeziehen. Schwerpunkte bzw. Ziele in der sprechbildnerischen Ausbildung lassen sich in dem Erwerb der Standardaussprache, dem Nutzen einer belastbaren Kraftstimme, dem Einsatz von Sprechausdrucksmitteln sowie der Entwicklung sprecherischer, stimmlicher, gestischer und körpermotorischer Kommunikationsfähigkeiten in Auftrittssituationen (im schauspielerischen Kontext auf der Bühne sowie vor dem Mikrofon in elektronisch vermittelten Programmen der Massenmedialität) wiederfinden. Eine weitere Rolle spielt auch die Anwendung der Vermittlungskompetenz sprechbildnerischer Fähigkeiten z. B. im Kontext der Ausbildung von Schauspielern oder Pädagogen. Absolvierende der Sprechwissenschaft sollten somit auch in der Lage sein, ihre stimmlich-sprecherischen Kenntnisse an Lernende weitergeben zu können.

### Phonetik und Phonologie
Innerhalb des Teilaspekts der Phonetik und Phonologie beschäftigt man sich einerseits mit der Analyse der konkreten Realisierung von Lauten oder Lautfolgen (phonetische Beschreibungen) und andererseits mit der abstrakten und theoretischen Betrachtung der Merkmale des Sprachsystems (phonologische Überlegungen). Grundlage für phonetische Beschreibungen bildet die Bestimmung der Anatomie und Physiologie der am Sprech- sowie Hörprozess beteiligten Organe und neuronalen Verbindungen. Während sich die Artikulatorische Phonetik auf die Erfassung der Laute, Lautsysteme und Lautkombinationen der Sprache bezieht, konzentriert sich die Akustische Phonetik auf die Analyse der Sprachschallstrukturen. Im Teilbereich der Normphonetik werden Ausspracheregeln für Wörterbücher und Nachschlagewerke erarbeitet. Die Korrektive Phonetik beschäftigt sich mit der Erkennung und Verbesserung von Aussprachefehlern und Abweichungen in Sprechfluss und -weise, die aufgrund von Herkunft, Regionalität und pathologischen Erscheinungen auftreten können. Der Vergleich der Lautsysteme verschiedener Sprachen ist Untersuchungsgegenstand der Kontrastiven Phonetik. Die Forensische Phonetik dient in der polizeilich-kriminalistischen Ermittlung bei der Sprechererkennung und dem Sprechervergleich. Der Einfluss des sozialen Umfelds und Kontextes auf die lautliche und paraverbale Ebene der Stimmgebung wird in der Soziophonetik untersucht. Die Phonologie kann auch als Funktionelle Phonetik, Phonemik, Phonematik oder Phonemtheorie bezeichnet werden. Innerhalb phonologischer Überlegungen wird eine Bestimmung bzw. Klassifizierung der bedeutungsunterscheidenden und -konstituierenden lautlichen Einheiten (Phoneme) einer Sprache vorgenommen. Diese systematische Einordnung in Merkmalskataloge hilft bei der Erkennung der Beziehung zwischen sprachlichem System und sprecherischem Prozess. Die segment- bzw. lautbezogene Phonologie definiert das System und die Verteilung von Vokalen und Konsonanten sowie das Inventar, die Auftretenswahrscheinlichkeit, die Realisation und die Variation der Phoneme. Dabei spielen auch die Phonem-Graphem-Korrespondenzen eine Rolle. Auch die Beschreibung lautübergreifender Merkmale der Melodieführung, Lautheitsveränderung, Temporalität, Rhythmisierung, Akzentsetzung, Intonation und Paraverbalität ist ein Teil phonologischer Untersuchungen.

### Rhetorische Kommunikation
In der Lehre der Rhetorischen Kommunikation wird sich mit der Beschreibung und Vermittlung der Formen der Rede- und Gesprächskunst beschäftigt. Es werden die klassischen, antiken Anschauungen und Auffassungen der Rhetorik thematisiert, die die Fähigkeit der öffentlichen Vertretung eines Standpunkts und der damit einhergehenden Beeinflussung des Denkens, Fühlens und Handelns der anwesenden Hörerschaft einschließen. In dieser Betrachtungsweise wird die Rhetorische Kommunikation als ein erlernbares Methodeninventar verstanden, welches Formen der Redeführung enthält, die durch ihre Wirkungsorientiertheit und Zielgerichtetheit über die Alltagskommunikation hinausgehen. Zudem werden neuere Definitionen der Rhetorik in die Betrachtung einbezogen, die neben der Rede auch das rhetorische Gespräch als grundlegende, primäre Ausprägung der Sprechkommunikation in den Fokus der Analyse rücken. In dieser modernen Betrachtungsperspektive ist auch eine Erweiterung des Begriffes der Öffentlichkeit bzw. öffentlichen Situation erkennbar, da zunehmend auch fachliche Vorträge, Moderationen, Versammlungen, Beratungs- und Verkaufsgespräche als rhetorische Ereignisse definiert werden, sofern sie eine hohe Relevanz für die Zielgruppe besitzen. Bei der Bewertung von Rede- und Gesprächssituationen werden zusätzlich zu dem eigentlichen Redeinhalt auch die materiellen, sozialen und psychischen Einflussfaktoren der anwesenden Kommunikationsteilnehmer für die Analyse in Betracht gezogen. In sprechwissenschaftlichen Untersuchungen wird ein besonderer Schwerpunkt auf die Beschreibung und Didaktisierung paralinguistischer und extralingusitischer Kriterien, wie Sprechweise, Stimmklang, Intonation, Mimik, Gestik oder Körperhaltung, gelegt.

### Sprechkunst
Die Sprechkunst, auch Ästhetische Kommunikation bezeichnet, beschäftigt sich mit dem Vorgang des sprechgestaltenden Aneignens literarischer Texte im Rahmen künstlerischer Reproduktion. Die Sprechkunst wird auch als interpretierendes Textsprechen definiert. Dabei liegt „der Text im Wortlaut schriftlich ausformuliert vor und wird beim Vortrag neu gestaltet“ (Marita Pabst-Weinschenk: Grundlagen der Sprechwissenschaft und Sprecherziehung). Als Textgrundlage dienen Werke aller literarischer Gattungen (Epik, Dramatik, Lyrik und Ballade). Im Gegensatz zu den angrenzenden Teildisziplinen der Theaterwissenschaft und Schauspielkunst steht hierbei die gesprochene Realisierung und auditive Rezeption der Literatur im Vordergrund. Das Ziel der Sprechkunst ist die Aneignung der sprecherischen Mittel, die benötigt werden, um einen literarischen Text künstlerisch so aufzubereiten, dass eine vollständige Rezeptivität des Textes ermöglicht und der Sinn sowie die jeweilige Interpretation von der Hörerschaft ermittelt werden kann. Die sprechkünstlerische Ausgestaltung geht somit über die einfache Informationsvermittlung hinaus und öffnet eine auditiv wahrnehmbare ästhetische Qualität. Gegenstand der Sprechkunst ist die Analyse der stilistischen Merkmale in sprecherisch realisierten Texten, das Erkennen und Einordnen von künstlerischen Stilrichtungen, die Anwendung einer des Textes angemessenen Metrik, das Umsetzen der Anforderungen bestimmter historisch-literarischer Textgattungen für die Sprechgestaltung und das Erkennen der Wirkung sprechkünstlerischer Äußerungen. Weiterhin wird in der Lehre der Sprechkunst ein Einblick in die Geschichte der Vortragskunst gegeben. Auch die Fähigkeit zur pädagogisch-didaktischen Weitergabe der sprechkünstlerischen Prozesse an Lehramtsstudenten oder Berufssprecher wird in der Ausbildung der ästhetischen Kommunikation vermittelt. Sprechkünstlerische Prozesse sind in einem Schwellenbereich zwischen einer theoretisch-empirischen und praktisch-künstlerischen Herangehensweise einzuordnen, da das Realisieren von Texten einerseits mithilfe sprechtypischer Prozessmuster systematisch untersucht werden kann und andererseits eine hohe künstlerische Eigenleistung und ästhetische Rezeptionsfähigkeit erfordert.

### Klinische Sprechwissenschaft
Die Klinische Sprechwissenschaft, welche auch Therapeutische Kommunikation betitelt wird, bezieht sich auf die Prävention, Diagnostik, Symptomatik und Therapie von Sprech-, Sprach-, Stimm- und Schluckstörungen. Dabei steht die Bestimmung und Behandlung von Dyslalien (Artikulationsprozessstörungen), Dysphagien (neurogene Schluckstörungen), Dysarthrien (sprechmotorische Bewegungsstörungen), Aphasien (Sprachverarbeitungsstörungen), Redefluss-Störungen (Stottern, Poltern, Mutismus) sowie organischen und funktionellen Stimmstörungen im Blickfeld der Lehre. Für die Therapie von Sprechkommunikationsstörungen sind v. a. Fachärzte für Phoniatrie und Pädaudiologie, Logopädie, Sprachheilpädagogik, Klinische Linguistik sowie Sprechwissenschaftler mit mehrjähriger klinischer Zusatzausbildung zugelassen.

### Medienrhetorik
Die Medienrhetorik lässt sich neben ihrer Definition als Teildisziplin der Sprechwissenschaft auch als ein Sektor der Rhetorischen Kommunikation auffassen. Gegenstand der Medienrhetorik ist die Darstellung, Kritik und Didaktik von Prozessen und Produktionsformen der mündlichen, technisch vermittelten Kommunikation in den modernen Massenmedien (v. a. im Film, Radio und Fernsehen). Die Kommunikation innerhalb dieser medialen Ausdrucksformen ist als rhetorisch zu bezeichnen, da sie intentional auf eine bestimmte Wirkung ausgerichtet ist und auf einer rhetorischen techné, d. h. vorgefertigten Mustern, fußt. Innerhalb der Untersuchung des rhetorischen Handeln mithilfe der Medien beschäftigt man sich mit den Regeln der Gestaltung und Rezeption medialer Kommunikation. Ziel der Medienrhetorik ist somit die Analyse der Interaktion von Kommunikatoren (z. B. Redakteuren, Moderatoren), Kommunikationspartnern (z. B. Pressesprechern, Politikern) und Rezipienten (z. B. Radiohörern, Fernsehzuschauern). Kritische Medienrhetorik zielt darüber hinaus darauf ab, informationspolitische Absichten und ideologische Implikationen der Berichterstattungen aufzudecken und die daraus resultierenden Erkenntnisse in übergreifende Zusammenhänge der öffentlichen Kommunikation einzuordnen. Als Unterricht in der Aus- und Weiterbildung kann die Medienrhetorik in unterschiedlichen Zielgruppen vermittelt werden. Für die Kommunikatoren (Medienvertreter) dient sie der Vermittlung von Regeln und Potenzialen für die Gestaltung und Optimierung medientypischer Gattungen, um einen verständlichen, attraktiven Sprach- und Sprechstil zu entwickeln. Für deren professionelle Kommunikationspartner wird eine Bewältigung von Interviews, Presseerklärungen, Debatten und Statements angestrebt, um das Nachfragen, Korrigieren, Recherchieren sowie Abgrenzen eigener und fremder Rede zu erlernen. Medienrhetorische Ausbildungsziele im Studium sind der Erwerb von analytischer und didaktischer Kompetenz sowie das Aneignen einer Eigenkompetenz im Verfassen und Präsentieren medienbezogener Inhalte.

## Forschung
Die Sprechwissenschaft ist inhaltlich und methodisch vielfältig ausgeprägt und gilt als sehr anschlussfähig gegenüber weiteren, angrenzenden Teildisziplinen. Hans Krech, der die sprecherzieherische Forschung in Halle erstmals systematisierte, prägte zwei Begriffe für die Sprechwissenschaft, die bis heute eine wichtige Rolle in der Bestimmung ihrer wissenschaftlichen Fundierung einnehmen: Intradisziplinarität (Beziehungen innerhalb der thematischen Grenzen eines Fachgebiets) und Interdisziplinarität (Zusammenhänge inhaltlich verschiedener Disziplinen zueinander). Für die Stärkung der Intradisziplinarität organisierte Krech regelmäßig fachliche Weiterbildungstage oder perspektivische Beratungsrunden, in welchen er Kollegen verschiedenster anderer Forschungseinrichtungen der Sprechwissenschaft einlud (z. B. ab 1957 innerhalb der Sprechwissenschaftliche Fachtagungen). In interdisziplinärer Hinsicht stellte er Arbeitskooperationen mit natur-, human- und geisteswissenschaftlichen Fachdisziplinen her (bspw. mit der Pädagogik, Psychologie oder Musikerziehung). Die sprechwissenschaftliche Gegenstandsbestimmung ist nicht genau abgrenzbar, da zahlreiche außenstehende Disziplinen in bestimmten Anteilen thematisch mit der Sprechwissenschaft verbunden sind.

„Vor diesem Hintergrund besteht das Besondere der (halleschen) Sprechwissenschaft vor allem in ihrem Blickwinkel auf das Sprechen, der Einzelgegenstände anderer Disziplinen so miteinander in Beziehung setzt, dass mitunter Zusammenhänge erkennbar werden, die andere Disziplinen durch ihre traditionelle Anschauung und Arbeitsweise so nicht thematisieren.“

Gegenwärtige Forschungskooperationen lassen sich innerhalb der Pflege und des Ausbaus traditionsreicher, interdisziplinärer Beziehungen zu den untenstehenden Disziplinen wiederfinden:
- Phonetik / Phonologie: Aussprachekodifizierung (Sprachsynthese, Synthese-Feedback-Experimente, Verarbeitung großer Korpora und Nutzung neuer artikulographischer Untersuchungstechniken)
- Deutsch als Fremdsprache: Auslandsphonetik, Rhetorik, Sprechkunst und Sprechbildung
- Linguistik: Dialektologie und Gesprächsforschung (Gesprächsphonetik und -rhetorik)
- Medizin: Phoniatrie, Sprachheilkunde und Pädiatrie
- Erziehungswissenschaft: Erwachsenenbildung, Kindersprach- und Kinderkommunikationsforschung
- Psychologie und Neurologie: Sprachverarbeitung, Emotionsforschung, Wahrnehmungs- und Experimentalpsychologie, Psychophonetik
- Theater-, Kultur- und germanistische Literaturwissenschaft: Wirkung von Stimme und Sprechweise auf der Bühne im Rahmen von Aufführungsanalysen[17]

Des Weiteren werden auch neue interdisziplinäre Kontakte zu den Bereichen Wirtschaft, Funkmedien, Gesundheitswesen, Geistes-, Rehabilitations-, Erziehungs- sowie Neurokognitionswissenschaft geknüpft. Zukünftig sollen sich die Forschungsprojekte und Untersuchungsgegenstände v. a. auf rhetorische, phonetische, ästhetische, sprachvergleichende sowie kulturelle und interkulturelle Aspekte der Gesprächskommunikation beziehen. Weiterhin zu erforschende Themenkomplexe stellen soziale und kulturelle Kontextfaktoren der mündlichen Kommunikation dar, hierbei werden bereits vermehrt interdisziplinäre Kooperationen mit der Linguistik, Soziologie, Sozial- und Kulturpsychologie sowie Anthropologie und Ethnologie hergestellt.
Durch interdisziplinär verbindende Kooperationsprojekte kann die geringe sprechwissenschaftliche Forschungskapazität erweitert und die wissenschaftliche Reichweite der Disziplin vergrößert werden. Zudem werden neue thematische Wege eröffnet und die Anknüpfung an gesellschaftlich aktuelle Forschungsfragen oder zukunftsträchtige Untersuchungsgegenstände vereinfacht.

## Studium
An folgenden Universitäten bzw. Hochschulen kann Sprechwissenschaft in Deutschland studiert werden:
- Martin-Luther-Universität Halle-Wittenberg: sechssemestriger Ein-Fach-Bachelor of Arts Kernfach Sprechwissenschaft[19], viersemestriger Ein-Fach-Master of Arts Sprechwissenschaft in der Spezialisierung Phonetik, Rhetorik, Sprechkunst oder Klinische Sprechwissenschaft[20] (an der Abteilung Sprechwissenschaft und Phonetik der Martin-Luther-Universität Halle-Wittenberg)

- Friedrich-Schiller-Universität Jena: sechssemestriger Zwei-Fach-Bachelor of Arts Ergänzungsfach Sprechwissenschaft und Phonetik[21]
- Philipps-Universität Marburg: viersemestriger Ein-Fach-Master of Arts Sprechwissenschaft und Phonetik[22]

- Universität Regensburg: sechssemestriges Zusatzstudium Angewandte Sprechwissenschaft, achtsemestrige Zusatzausbildung Sprecherzieher (Univ.), Weiterbildungs-Master Rhetorik und Sprechwissenschaft[23]
- Staatliche Hochschule für Musik und Darstellende Kunst Stuttgart: viersemestriges Grundstudium Bachelor of Arts Sprechkunst und Sprecherziehung, viersemestriges Hauptstudium Bachelor of Arts Sprechkunst und Sprecherziehung mit Schwerpunkt auf „Sprechkunst/Gesang“, „Mediensprechen“, „Rhetorische Kommunikation“ oder „Sprecherziehung“, zweisemestriger Master of Arts mit Schwerpunkt auf „Mediensprechen“, „Rhetorik“ oder „Sprechkunst“[24]

## Organisation
Die Deutsche Gesellschaft für Sprechwissenschaft und Sprecherziehung (DGSS e. V.) ist ein wissenschaftlicher und berufspolitischer Verband von Sprechwissenschaftlern sowie Sprecherziehern, welcher der Förderung der Lehre mündlicher Kommunikation dient. Ziele des DGSS e. V. stellen die Verbindung der sprechwissenschaftlichen und sprecherzieherischen Praxis sowie die Unterstützung der Ausbildung von Sprecherziehern bspw. innerhalb universitärer Studiengänge dar. Der Vorsitzende ist aktuell (Stand: 2024) Augustin Ulrich Nebert. Die Vorläufer-Organisation, der Deutsche Ausschuss für Sprechkunde und Sprecherziehung (DAfSuS), wurde im Jahre 1930 in Berlin u. a. von Erich Drach ins Leben gerufen.
Seit 2022 veröffentlicht der DGSS e. V. das Online-Magazin Sprechen & Kommunikation – Zeitschrift für Sprechwissenschaft. Diese interdisziplinäre Fachzeitung für mündliche Kommunikation und ihre Didaktik widmet sich Beiträgen aus den wissenschaftlichen Disziplinen Sprechwissenschaft und Sprecherziehung sowie allen verwandten Bereichen, die sich mit Mündlichkeit bzw. sprechsprachlichen Prozessen beschäftigen. Innerhalb der Publikationen werden empirische Untersuchungen, theoretische Konzepte, fachliche Reflexionen und Metaanalysen vorgestellt und somit Artikel zur Didaktik und Methodik des Faches zur Verfügung gestellt. Sie werden durch ein verblindetes Gutachten überprüft und als kostenlose Online-Beiträge auf der Website des Magazins veröffentlicht. Die Zeitschrift wird von Kerstin Kipp, Marita Pabst-Weinschenk, Augustin Ulrich Nebert und Susanne Voigt-Zimmermann herausgegeben. Sie löste das ehemalige Online-Magazin DGSS @ktuell des Berufsverbandes, welches erstmals 2007 erschien, ab.
Folgende Landesverbände vertreten den DGSS e. V. für ein bestimmtes Gebiet Deutschlands:
- Berufsvereinigung Mündliche Kommunikation Nordrhein-Westfalen e. V. (BMK NRW)
- Berufsvereinigung Sprechkompetenzen – Rhetorik, Sprechkunst, Sprechtherapie und Sprechwissenschaft in Bayern e. V. (BVS Bayern)
- Berufsverband Sprechen e. V. (BVS Baden-Württemberg, Rheinland-Pfalz, Saarland)
- Mitteldeutscher Verband für Sprechwissenschaft und Sprecherziehung e. V. (MDVS)
- Berufsverband Sprechen und Kommunikation in Niedersachsen, Hessen, Bremen und Hamburg e. V. (BKS)[31]

## Geschichte
„Die Sprechwissenschaft an der halleschen Universität verfügt über eine Reihe von Alleinstellungsmerkmalen. Dazu gehört die mehr als 100-jährige Fachgeschichte der inzwischen ältesten Einrichtung für Sprechwissenschaft in Deutschland. Hier wird der einzige BA-Studiengang für Sprechwissenschaft (180) sowie das einzige konsekutive BA-MA-Studienprogramm im gesamten deutschsprachigen Raum angeboten und mit einer hohen Auslastung ausgeführt.“

Der Lektor Ewald Geißler eröffnete im Jahre 1906 die ersten Lehrveranstaltungen zu dem Themenfeld der Sprechkunde an der damaligen Friedrichs-Universität in Halle. Sein Ziel war es, im Bereich des allgemeinen Ausdruckslebens, einen besonderen Fokus auf die Vermittlung des Erlebens des Sprachorgans zu legen. Richard Wittsack, der seine Nachfolge antreten sollte, nahm 1909 an Geißlers Studienprogramm teil und besuchte Vorlesungen zum Thema Stimmgesundheitspflege, Sprechbildung, Vortrag von Dichtungen und Rednerische Ausdrucksschulung. Geißler wurde 1919 für eine Lektorenstelle der Vortragskunst nach Erlangen berufen. Ab diesem Zeitpunkt wurde sein Aufgabenbereich an Wittsack übertragen, welcher bis zu seinem Versterben im Jahre 1952 als Lektor in Halle arbeitete. Er sah sein Hauptaugenmerk darin, die Studenten, je nach individueller Berufsbahn als Lehrer, Geistliche oder Richter, zu lehren, ihre Sprachwerkzeuge und sprechtechnischen Mittel so zu nutzen, dass sie den ihnen gestellten stimmlichen Berufsvoraussetzungen und -anforderungen gerecht werden. Als Teilbereiche seiner Lehre nannte er die theoretische Anleitung über Bau und Arbeit des Stimmorgans, Sprechübungen zur richtigen, einwandfreien Aussprache der Muttersprache sowie Sprechen von Vers und Prosa unter Berücksichtigung der dichterischen Absichten. Die von Wittsack beschriebenen Aspekte finden bis heute Einzug in die sprechwissenschaftliche Theoriebildung.
Im Jahre 1924 wurde die „Sprechkunde“ erstmals offiziell als Lehrbereich in das Vorlesungsverzeichnis eingetragen. Darin wurden verschiedene, zumeist praxisnahe Übungsveranstaltungen von Richard Wittsack und Otto Bremer vermerkt. 1938 erfolgte die Aufstellung des Instituts für Sprechkunde. Die Lehre der Sprechkunde war zu diesem Zeitpunkt nur zu geringen Anteilen wissenschaftlich fundiert, auch eine Forschung im engeren Sinn existierte bis dato nicht. Der Wunsch nach einer Systematisierung der bisher aufgestellten Lehrtheorien konnte nicht umgesetzt werden, da die für die Ausführungen der Veranstaltungen genutzten Fachschriften und Aufsatzliteraturen keine eindeutigen Quellennachweise enthielten. Die Bereitstellung der für den Studiengang erhofften wissenschaftlich-methodischen, technischen und räumlichen Voraussetzungen konnte nur in einem langfristigen Prozess erreicht werden.
Dr. phil Hans Krech war ein Schüler Wittsacks, der sich den Arbeitskomplexen Stimm- und Sprachheilkunde, Phonetik und Sprechkunst widmete. Er wurde 1952 als Leiter des Instituts für Sprechkunde ernannt und unterrichtete mehrere Lehrbereiche im neu eingeführten Studiengang „Germanistik in Verbindung mit der Ausbildung in Sprechkunde“. Dieser erste im Themenfeld der Sprechkunde einzuordnende Diplomstudiengang wurde von Wittsack ins Leben gerufen und auch der dazugehörige Studienplan wurde von ihm aufgestellt. Im ersten Jahr nahmen nur sechs Studierende an dieser germanistischen Nebenfachausbildung teil. In der Prüfungsordnung des Studiengangs waren die Kernaspekte Grundlagen des Sprechens, Dichtungssprechen, Redelehre sowie Stimm- und Sprachstörungen festgehalten. Für den Abschluss des Studiums mussten zwei Fachpraktika absolviert werden.
1956 konnte die fachliche Lehre zum ersten Mal wissenschaftlich und theoretisch festgehalten werden, indem der alleinstehende Diplomstudiengang „Sprechwissenschaft und Sprecherziehung“ von Krech gegründet wurde. Damit führte er eine eigenständige Universitätsdisziplin mit dem Recht zur Promotion und Habilitation ein. Der Stundenplan wies die Bereiche Gesellschaftliches Grundstudium, Sprachen (Englisch und Französisch), Körpererziehung, Pädagogik, Grundlagen für die Sprecherziehung, Sprechkünstlerisches Gestalten, Rhetorik, Sprach- und Stimmheilpädagogik sowie Germanistik auf. Als Zusatzveranstaltungen konnten fakultativ Mundartenkunde, Stilistik, Theaterwissenschaft, Literaturwissenschaft, 20 Semesterwochenstunden Praktika und zwei Pflichtexkursionen gewählt werden. Mit einem Staatsexamen beendete man das Studium. Nach Krechs Tod am 12. April 1961 übernahm Eduard Kurka (mit den Arbeitsschwerpunkten Stottertherapie und Rhetorik) für sechs Jahre die Leitung des Instituts.
Für die Sprechwissenschaft und Sprecherziehung wurde im Jahre 1968 eine neue Studienordnung aufgestellt. Der Studienplan des Grundstudiums enthielt die Bereiche Phonetik / Phonologie, Sprechkünstlerische Ausdrucksgestaltung, Rhetorik, Sprach- und Stimmheilpädagogik sowie Methodik der Sprecherziehung. Im Fachstudium hatte man zusätzlich als 2. Fach Germanistik inklusive Pädagogik / Psychologie zu absolvieren. Der studentischen Ausbildung wurden drei Praktika sowie die Bereiche Marxismus-Leninismus, Sprachausbildung, Studentensport und Elektronische Datenverarbeitung hinzugefügt. Eine vollständige Überarbeitung und Neuauflage der Studienordnung erfolgte im Jahre 1975. Die Lehrgebiete waren nun in Marxismus-Leninismus, Physiologisch-phonetische Grundlagen für die Sprecherziehung, Sprechkünstlerische Ausdrucksgestaltung, Rhetorik, Sprach- und Stimmheilpädagogik, Pädagogik / Methodik / Psychologie, Nebenfach Deutsch, Russisch, 2. Fremdsprache und Sport aufgeteilt. Zudem sollte eine Spezialisierung in Form mehrerer Praktika (sechs Wochen in'Deutscher Phonetik für Ausländer, drei Wochen als Therapeutisches Praktikum und sechs Wochen als Berufspraktikum) absolviert werden. Ab 1976 wurde die Leitung des Instituts jeweils für mehrere Jahre abwechselnd von Eberhard Stock (mit den Schwerpunkten Phonetik, Phonologie und Intonationsproblematik) und Eva-Maria Krech (mit den Schwerpunkten Phonetik und'Sprechkünstlerische Kommunikation) übernommen. In der DDR war das Studium mit nur wenigen Studienplätzen besetzt. Unter Einbezugnahme der Abiturnoten und Überprüfung der stimmlich-sprecherischen Fähigkeiten durch eine Eignungsprüfung wurden von 1958 bis 1990 zweijährlich ca. 15 Studenten aufgenommen.
Der Diplomstudiengang wurde ab 1995 mit einer aktualisierten Prüfungs- und Studienordnung neu aufgelegt. Zur gleichen Zeit wurde der Magisterstudiengang „Sprechwissenschaft“ als Haupt- und Nebenfach eingeführt, welcher einen Teil des Diplomstudiums beinhaltete. Für das Diplom musste man die Lehrgebiete Allgemeine Grundlagen der sprechsprachlichen Kommunikation und Sprechbildung, Phonetik und Phonologie, Sprechkünstlerische Kommunikation, Stimm- und Sprachheilkunde, Rhetorische Kommunikation sowie ein Wahlpflichtfach abschließen. Des Weiteren waren neun Wochen Praktikum zu absolvieren, von denen drei Wochen im Therapeutischen Sektor stattfinden mussten. Im Einführungsjahr gab es keine Beschränkungen für die Einschreibung zum Studium, sodass sich 52 Studenten im Jahre 1995 für das Diplom immatrikulierten. Daraufhin wurde aufgrund der hohen Studierendenzahl ein Numerus clausus für die Zulassung eingeführt. In den folgenden zwei Jahren wurde die Maximalzahl der Immatrikulation auf 10 Studienplätze beschränkt. Ab 1997 gab es je nach Kapazitätslage jährlich zwischen 25 und 32 Ersteinschreibungen. Von 1998 bis 2000 wurde das Institut durch Lutz Christian Anders mit den Forschungsschwerpunkten Phonetik sowie Sprach-, Sprech- und Stimmstörungen geleitet.
2006 wurde der Bachelor-Studiengang „BA Sprechwissenschaft“ eingeleitet, welcher noch heute (Stand: 2024) absolviert werden kann. Es handelt sich um einen nicht mit einer anderen Disziplin kombinierbaren Ein-Fach-BA (Bachelor of Arts), bei welchem 180 Leistungspunkte (LP) erreichbar sind. Ein LP ist für ca. 15 Stunden studentischer Arbeit vorgesehen. Die Leistungsaufteilung ist in Module des Studienfachs (145 LP), Fachspezifische Schlüsselqualifikationen (10 LP), Allgemeine Schlüsselqualifikationen (10 LP), Praktika (20 LP) und Abschlussarbeit mit mündlicher Prüfung (15 LP) strukturiert. Im ersten Studienjahr 2006 immatrikulierten sich 33 Studierende für den „BA Sprechwissenschaft“. 2008 wurde das Institut in das „Seminar für Sprechwissenschaft und Phonetik“ umgewandelt und gehörte nunmehr dem Institut für Slavistik, Sprechwissenschaft und Phonetik an. Ab diesem Zeitpunkt fand eine zweijährlich alternierende Leitung des Seminars durch Baldur Neuber und Ursula Hirschfeld mit dem Arbeitsschwerpunkt Phonetik statt. Im Jahre 2009 wurde zusätzlich der zeitlich folgende Master-Studiengang „MA Sprechwissenschaft“ mit 120 erreichbaren LP eingeführt, in welchem das Bachelor-Studium mit einer von zwei wählbaren Spezialisierungen (Klinische Sprechwissenschaft oder Phonetik, Rhetorik, Sprechkunst) vertieft werden kann. Im Einführungsjahr 2009 meldeten sich 20 Studenten für den MA Sprechwissenschaft an. Mit der Neugründung des Institutes für Musik-, Medien- und Sprechwissenschaften (IMMS) im Jahre 2016 wurde das Seminar in die „Abteilung Sprechwissenschaft und Phonetik“ umgewandelt und ist seitdem ein Teil des IMMS. Ab 2018 übernahm Susanne Voigt-Zimmermann die Leitung der Abteilung und wurde 2023 von Sven Grawunder abgelöst.

## Bekannte Sprechwissenschaftler
Folgend ist eine Auswahl wichtiger Persönlichkeiten innerhalb der sprechwissenschaftlichen Forschung und Lehre gegeben. Es wurden nur solche Personen der Liste hinzugefügt, die in der Kategorie:Sprechwissenschaftler oder der Kategorie:Sprechwissenschaft aufgezählt sind. Bei Personen, die nicht in der Wikipedia vertreten sind, wurden als Aufnahmekriterium für die Liste entweder die (ehemalige) Leitung der Abteilung Sprechwissenschaft und Phonetik der Martin-Luther-Universität Halle-Wittenberg oder die (Mit-)Herausgeberschaft einer sprechwissenschaftlichen Fachzeitschrift (Schriften zur Sprechwissenschaft und Phonetik, Sprechen & Kommunikation, sprechen) gewählt (Stand: 2024).
- Hans Calm (1858–1945): Schauspieler, Autor, Sprachlehrer am Seminar für Kleinkinderlehrerinnen in Dessau
- Clara Schlaffhorst (1863–1945): Logopädin in Fulda, Mitbegründerin der Methode nach Schlaffhorst und Andersen
- Hedwig Andersen (1866–1957): Logopädin in Fulda, Mitbegründerin der Methode nach Schlaffhorst und Andersen
- Erich Drach (1885–1935): Lektor für Sprechkunde und Vortragskunst an der Universität Berlin, Begründer der Sprechwissenschaft und Sprecherziehung als eigener Disziplin[39]
- Richard Wittsack (1887–1952): Erster Direktor des Institutes für Sprechkunde an der Universität Halle-Wittenberg, Mitbegründer der Sprechwissenschaft
- Christian Winkler (1904–1988): Außerordentlicher Professor für Sprechkunde und Sprachpflege an der Universität Leipzig, Mitbegründer der Sprechwissenschaft[39]
- Hans Krech (1914–1961): Professor für Angewandte Phonetik, Sprachheilpädagogik und Sprechwissenschaft an der Universität Halle-Wittenberg
- Wilhelm Luzian Höffe (1915–1991): Sprechpädagoge, Didaktiker, Sachbuchautor an den Universitäten Breslau und Jena
- Franz Muhar (1920–2015): Arzt, Atempädagoge in Wien, Mitbegründer der Atemrhythmisch Angepassten Phonation
- Hellmut Geißner (1926–2012): Professor für Sprechwissenschaft an der Universität Koblenz-Landau
- Horst Coblenzer (1927–2014): Schauspieler, Sprachmeister des Deutschen Theaters Göttingen, Ordinarius für Sprecherziehung am Max Reinhardt Seminar in Wien, Mitbegründer der Atemrhythmisch Angepassten Phonation
- Ursula Stötzer (1928–2018): Phonetikerin, Sprecherzieherin an der Universität Halle-Wittenberg, Bearbeiterin vom Wörterbuch der deutschen Aussprache
- Elmar Bartsch (1929–2010): Professor für Didaktik der deutschen Sprache mit dem Schwerpunkt Sprechwissenschaft an der Universität Duisburg
- Egon Aderhold (1929–2011): Sprecherzieher, Schriftsteller am Deutschen Theater und der Hochschule der Künste Berlin
- Heinz Fiukowski (1929–2020): Leiter der Sprechwissenschaft an der Universität Leipzig
- Eva-Maria Krech (1932–2023): Professorin für Sprechwissenschaft an der Universität Halle-Wittenberg
- Eberhard Stock (* 1933): Emeritierter Professor für Sprechwissenschaft an der Universität Halle-Wittenberg
- Gottfried Meinhold (* 1936): Emeritierter Lektor, Professor für Phonetik und Sprechwissenschaft an der Universität Jena
- Hans Martin Ritter (* 1936): Emeritierter Direktor der Hochschule der Künste Berlin, Mitbegründer der Theaterpädagogik in Deutschland, maßgeblicher Vertreter für das Gestische Sprechen
- Elke Pahn (* 1942): Emeritierte Professorin für Sprecherziehung und Diktion an der Hochschule für Musik und Theater Rostock
- Dieter Allhoff (* 1943): Emeritierter Leiter des Lehrgebiets Mündliche Kommunikation und Sprecherziehung an der Universität Regensburg, Herausgeber der Fachzeitschrift sprechen
- Christa Heilmann (* 1946): Emeritierte Professorin für Sprechwissenschaft an der Universität Marburg
- Alena Fürnberg (* 1947): Professorin, Sprecherzieherin an der Hochschule für Musik und Theater „Felix Mendelssohn Bartholdy“ Leipzig und an der Universität Mozarteum Salzburg
- Henner Barthel (* 1947): Emeritierter Professor für Sprechwissenschaft an der Universität Koblenz-Landau
- Norbert Gutenberg (* 1951): Emeritierter Professor für Sprechwissenschaft und Sprecherziehung an der Universität des Saarlandes
- Roland W. Wagner (* 1952): Vorsitzender vom Berufsverband Sprechen, Herausgeber und Redaktionsmitglied der Fachzeitschrift sprechen[40]
- Ursula Hirschfeld (* 1953): Emeritierte Professorin für Sprechwissenschaft mit dem Schwerpunkt Phonetik an der Universität Halle-Wittenberg
- Lutz Christian Anders (* 1953): Ehemaliger Leiter des Instituts für Sprechwissenschaft und Phonetik an der Universität Halle-Wittenberg
- Angelika Braun (* 1955): Professorin für Phonetik an der Universität Trier
- Marita Pabst-Weinschenk (* 1955): Wissenschaftliche Mitarbeiterin der Lehrgebiete Kooperative Rhetorik, Sprechwissenschaft, Sprach- und Literaturvermittlung an der Universität Düsseldorf, Mitherausgeberin der Fachzeitschrift Sprechen & Kommunikation[41]
- Ines Bose (* 1960): Außerplanmäßige Professorin für Sprechwissenschaft an der Universität Halle-Wittenberg, Mitherausgeberin der Schriften zur Sprechwissenschaft und Phonetik
- Stefan Wachtel (* 1960): Vortragsredner, Buchautor und Rhetoriktrainer für Führungskräfte
- Adrian Simpson (* 1962): Professor für Sprechwissenschaft an der Universität Jena
- Baldur Neuber (* 1962): Professor, ehemaliger Leiter der Abteilung Sprechwissenschaft und Phonetik an der Universität Halle-Wittenberg, Mitherausgeber der Schriften zur Sprechwissenschaft und Phonetik[42]
- Kerstin Kipp (* 1971): Neuropsychologin, Professorin für Sprechwissenschaft an der Hochschule für Musik und Darstellende Kunst Stuttgart, Mitherausgeberin der Fachzeitschrift Sprechen & Kommunikation
- Antonia Kaloff (* 1972): Sprecherzieherin, Hörfunkmoderatorin bei MDR Sachsen-Anhalt
- Kati Hannken-Illjes (* 1972): Germanistin, Professorin für Sprechwissenschaft am Institut für Germanistische Sprachwissenschaft der Universität Marburg, Mitherausgeberin der Schriften zur Sprechwissenschaft und Phonetik[43]
- Eduard Kurka: Ehemaliger Leiter des Instituts für Sprechwissenschaft und Phonetik an der Universität Halle-Wittenberg
- Susanne Voigt-Zimmermann: Professorin, ehemalige Leiterin der Abteilung Sprechwissenschaft und Phonetik der Martin-Luther-Universität Halle-Wittenberg, Mitherausgeberin der Schriften zur Sprechwissenschaft und Phonetik, Mitherausgeberin der Fachzeitschrift Sprechen & Kommunikation[44]
- Sven Grawunder: Linguist, Phonetiker, Professor, Leiter der Abteilung Sprechwissenschaft und Phonetik der Martin-Luther-Universität Halle-Wittenberg, Mitherausgeber der Schriften zur Sprechwissenschaft und Phonetik[45]
- Augustin Ulrich Nebert: Wissenschaftlicher Mitarbeiter an der Universität Münster, Vorsitzender des Berufsverbands Deutsche Gesellschaft für Sprechwissenschaft und Sprecherziehung, Mitherausgeber der Fachzeitschrift Sprechen & Kommunikation[46]

### Periodika
- Roland W. Wagner (Hrsg.): sprechen. Zeitschrift für Sprechwissenschaft – Sprechpädagogik – Sprechtherapie – Sprechkunst. BVS, Regensburg, ISSN 0724-1798.
- Ines Bose, Sven Grawunder, Kati Hannken-Illjes, Baldur Neuber, Susanne Voigt-Zimmermann (Hrsg.): Schriften zur Sprechwissenschaft und Phonetik. Verlag Frank & Timme, Berlin, ISSN 2364-4494
- Kerstin Kipp, Marita Pabst-Weinschenk, Augustin Ulrich Nebert, Susanne Voigt-Zimmermann (Hrsg.): Sprechen & Kommunikation – Zeitschrift für Sprechwissenschaft. Deutsche Gesellschaft für Sprechwissenschaft und Sprecherziehung (DGSS) e. V., Münster, ISSN 2751-1928

### Studieneinrichtungen
- Abteilung Sprechwissenschaft und Phonetik an der Martin-Luther-Universität Halle-Wittenberg
- Studienangebot Sprechwissenschaft und Phonetik an der Uni Jena
- Arbeitsgruppe Sprechwissenschaft des Instituts für Germanistische Sprachwissenschaft an der Philipps-Universität Marburg
- Lehrgebiet Mündliche Kommunikation und Sprecherziehung (MKuSe) an der Universität Regensburg
- Institut für Sprechkunst und Kommunikationspädagogik an der Staatlichen Hochschule für Musik und Darstellende Kunst Stuttgart

### Berufsverbände
- Deutsche Gesellschaft für Sprechwissenschaft und Sprecherziehung e. V. (DGSS)
- Berufsvereinigung Mündliche Kommunikation Nordrhein-Westfalen e. V. (BMK NRW)
- Berufsvereinigung Sprechkompetenzen – Rhetorik, Sprechkunst, Sprechtherapie und Sprechwissenschaft in Bayern e. V. (BVS Bayern)
- Berufsverband Sprechen e. V. (BVS Baden-Württemberg, Rheinland-Pfalz, Saarland)
- Mitteldeutscher Verband für Sprechwissenschaft und Sprecherziehung e. V. (MDVS)
- Berufsverband Sprechen und Kommunikation in Niedersachsen, Hessen, Bremen und Hamburg e. V. (BKS)

## Belege
1. ↑  Christa M. Heilmann: Kompakt-Lexikon Sprechwissenschaft. Verlag J.B. Metzler, Heidelberg / Berlin 2022, ISBN 978-3-662-64733-2, S. 154.
2. ↑  Marita Pabst-Weinschenk (Hrsg.): Grundlagen der Sprechwissenschaft und Sprecherziehung. 2., überarbeitete Auflage. Ernst Reinhardt Verlag, München / Basel 2011, ISBN 978-3-8252-8294-3, S. 252.
3. 1 2  Ines Bose, Ursula Hirschfeld, Baldur Neuber, Eberhard Stock: Einführung in die Sprechwissenschaft. Phonetik, Rhetorik, Sprechkunst. 2. Auflage. Narr Francke Attempto Verlag, Tübingen 2016, ISBN 978-3-8233-6992-9, S. 1.
4. 1 2  Siegrun Lemke: Sprechwissenschaft/Sprecherziehung. Ein Lehr- und Übungsbuch. In: Irmhild Barz, Ulla Fix, Marianne Schröder (Hrsg.): Leipziger Skripten. Einführungs- und Übungsbücher. 2. Auflage. Band 4. Peter Lang Verlag, Frankfurt am Main 2006, ISBN 3-631-53009-9, S. 20 f.
5. ↑  Christa M. Heilmann: Kompakt-Lexikon Sprechwissenschaft. Verlag J.B. Metzler, Heidelberg / Berlin 2022, ISBN 978-3-662-64733-2, S. 152.
6. ↑  Siegrun Lemke: Sprechwissenschaft/Sprecherziehung. Ein Lehr- und Übungsbuch. In: Irmhild Barz, Ulla Fix, Marianne Schröder (Hrsg.): Leipziger Skripten. Einführungs- und Übungsbücher. 2. Auflage. Band 4. Peter Lang Verlag, Frankfurt am Main 2006, ISBN 3-631-53009-9, S. 25.
7. ↑  Ines Bose, Ursula Hirschfeld, Baldur Neuber, Eberhard Stock: Einführung in die Sprechwissenschaft. Phonetik, Rhetorik, Sprechkunst. 2. Auflage. Narr Francke Attempto Verlag, Tübingen 2016, ISBN 978-3-8233-6992-9, S. 28.
8. ↑  Christa M. Heilmann: Kompakt-Lexikon Sprechwissenschaft. Verlag J.B. Metzler, Heidelberg / Berlin 2022, ISBN 978-3-662-64733-2, S. 76.
9. ↑  Siegrun Lemke: Sprechwissenschaft/Sprecherziehung. Ein Lehr- und Übungsbuch. In: Irmhild Barz, Ulla Fix, Marianne Schröder (Hrsg.): Leipziger Skripten. Einführungs- und Übungsbücher. 2. Auflage. Band 4. Peter Lang Verlag, Frankfurt am Main 2006, ISBN 3-631-53009-9, S. 22 f.
10. ↑  Marita Pabst-Weinschenk (Hrsg.): Grundlagen der Sprechwissenschaft und Sprecherziehung. 2., überarbeitete Auflage. Ernst Reinhardt Verlag, München / Basel 2011, ISBN 978-3-8252-8294-3, S. 180.
11. ↑  Siegrun Lemke: Sprechwissenschaft/Sprecherziehung. Ein Lehr- und Übungsbuch. In: Irmhild Barz, Ulla Fix, Marianne Schröder (Hrsg.): Leipziger Skripten. Einführungs- und Übungsbücher. 2. Auflage. Band 4. Peter Lang Verlag, Frankfurt am Main 2006, ISBN 3-631-53009-9, S. 23 f.
12. ↑  Siegrun Lemke: Sprechwissenschaft/Sprecherziehung. Ein Lehr- und Übungsbuch. In: Irmhild Barz, Ulla Fix, Marianne Schröder (Hrsg.): Leipziger Skripten. Einführungs- und Übungsbücher. 2. Auflage. Band 4. Peter Lang Verlag, Frankfurt am Main 2006, ISBN 3-631-53009-9, S. 24.
13. ↑  Marita Pabst-Weinschenk (Hrsg.): Grundlagen der Sprechwissenschaft und Sprecherziehung. 2. überarbeitete Auflage. Ernst Reinhardt Verlag, München / Basel 2011, ISBN 978-3-8252-8294-3, S. 152.
14. ↑  Ines Bose, Ursula Hirschfeld, Baldur Neuber, Eberhard Stock: Einführung in die Sprechwissenschaft. Phonetik, Rhetorik, Sprechkunst. 2. Auflage. Narr Francke Attempto Verlag, Tübingen 2016, ISBN 978-3-8233-6992-9, S. 155 ff.
15. ↑  Ines Bose: Sprechwissenschaft. 100 Jahre Fachgeschichte an der Universität Halle. In: Lutz Christian Anders, Ursula Hirschfeld, Eva-Maria Krech, Eberhard Stock (Hrsg.): Hallesche Schriften zur Sprechwissenschaft und Phonetik. Band 22. Peter Lang Verlag, Frankfurt am Main 2007, ISBN 978-3-631-56536-0, S. 87 f.
16. ↑  Ines Bose: Sprechwissenschaft. 100 Jahre Fachgeschichte an der Universität Halle. In: Lutz Christian Anders, Ursula Hirschfeld, Eva-Maria Krech, Eberhard Stock (Hrsg.): Hallesche Schriften zur Sprechwissenschaft und Phonetik. Band 22. Peter Lang Verlag, Frankfurt am Main 2007, ISBN 978-3-631-56536-0, S. 89.
17. 1 2  Ines Bose: Sprechwissenschaft. 100 Jahre Fachgeschichte an der Universität Halle. In: Lutz Christian Anders, Ursula Hirschfeld, Eva-Maria Krech, Eberhard Stock (Hrsg.): Hallesche Schriften zur Sprechwissenschaft und Phonetik. Band 22. Peter Lang Verlag, Frankfurt am Main 2007, ISBN 978-3-631-56536-0, S. 91 f.
18. ↑  Siegrun Lemke: Sprechwissenschaft/Sprecherziehung. Ein Lehr- und Übungsbuch. In: Irmhild Barz, Ulla Fix, Marianne Schröder (Hrsg.): Leipziger Skripten. Einführungs- und Übungsbücher. 2. Auflage. Band 4. Peter Lang Verlag, Frankfurt am Main 2006, ISBN 3-631-53009-9, S. 20.
19. ↑  Sprechwissenschaft (Bachelor-Studiengang). In: Martin-Luther-Universität Halle-Wittenberg. Abgerufen am 18. August 2021.
20. ↑  Sprechwissenschaft (Master-Studiengang). In: Martin-Luther-Universität Halle-Wittenberg. Abgerufen am 18. August 2021.
21. ↑  Sprechwissenschaft und Phonetik. In: Friedrich-Schiller-Universität Jena. Abgerufen am 18. August 2021.
22. ↑  Willkommen beim M.A. Sprechwissenschaft und Phonetik! In: Philipps-Universität Marburg. Abgerufen am 18. August 2021.
23. ↑  Lehrgebiet Mündliche Kommunikation und Sprecherziehung (MKuSe). In: Universität Regensburg. Abgerufen am 18. August 2021.
24. ↑  Institut für Sprechkunst und Kommunikationspädagogik. In: Staatliche Hochschule für Musik und Darstellende Kunst Stuttgart. Abgerufen am 18. August 2021.
25. ↑  Die Deutsche Gesellschaft für Sprechwissenschaft und Sprecherziehung. In: DGSS e. V. Deutsche Gesellschaft für Sprechwissenschaft und Sprecherziehung. Abgerufen am 18. August 2021.
26. ↑  Vorstand. In: DGSS e. V. Deutsche Gesellschaft für Sprechwissenschaft und Sprecherziehung. Abgerufen am 18. Januar 2024.
27. ↑  Zur Geschichte. In: DGSS e. V. Deutsche Gesellschaft für Sprechwissenschaft und Sprecherziehung. Abgerufen am 18. Januar 2024.
28. ↑  Interdisziplinäre Fachzeitschrift für mündliche Kommunikation und ihre Didaktik. In: Sprechen & Kommunikation Zeitschrift für Sprechwissenschaft. Abgerufen am 18. Januar 2024.
29. ↑  Die Herausgebenden von ‘Sprechen & Kommunikation’. In: Sprechen & Kommunikation Zeitschrift für Sprechwissenschaft. Abgerufen am 18. Januar 2024.
30. ↑  Die NEUE Online-Zeitschrift „Sprechen & Kommunikation“. In: DGSS e. V. Deutsche Gesellschaft für Sprechwissenschaft und Sprecherziehung. Abgerufen am 18. Januar 2024.
31. ↑  Landesverbände. In: DGSS e. V. Deutsche Gesellschaft für Sprechwissenschaft und Sprecherziehung. Abgerufen am 18. August 2021.
32. ↑  Sprechwissenschaft. Bestand, Prognose, Perspektive. In: Ines Bose, Baldur Neuber (Hrsg.): Hallesche Schriften zur Sprechwissenschaft und Phonetik. Band 51. Peter Lang Verlag, Frankfurt am Main 2014, ISBN 978-3-631-64740-0, S. 11 f.
33. ↑  Ines Bose: Sprechwissenschaft. 100 Jahre Fachgeschichte an der Universität Halle. In: Lutz Christian Anders, Ursula Hirschfeld, Eva-Maria Krech, Eberhard Stock (Hrsg.): Hallesche Schriften zur Sprechwissenschaft und Phonetik. Band 22. Peter Lang Verlag, Frankfurt am Main 2007, ISBN 978-3-631-56536-0, S. 98.
34. ↑  Ines Bose: Sprechwissenschaft. 100 Jahre Fachgeschichte an der Universität Halle. In: Lutz Christian Anders, Ursula Hirschfeld, Eva-Maria Krech, Eberhard Stock (Hrsg.): Hallesche Schriften zur Sprechwissenschaft und Phonetik. Band 22. Peter Lang Verlag, Frankfurt am Main 2007, ISBN 978-3-631-56536-0, S. 99 f.
35. ↑  Ines Bose: Sprechwissenschaft. 100 Jahre Fachgeschichte an der Universität Halle. In: Lutz Christian Anders, Ursula Hirschfeld, Eva-Maria Krech, Eberhard Stock (Hrsg.): Hallesche Schriften zur Sprechwissenschaft und Phonetik. Band 22. Peter Lang Verlag, Frankfurt am Main 2007, ISBN 978-3-631-56536-0, S. 100.
36. 1 2 3 4 5  Geschichte des Instituts. In: Martin-Luther-Universität Halle-Wittenberg. Abgerufen am 17. Januar 2024.
37. 1 2  Ines Bose: Sprechwissenschaft. 100 Jahre Fachgeschichte an der Universität Halle. In: Lutz Christian Anders, Ursula Hirschfeld, Eva-Maria Krech, Eberhard Stock (Hrsg.): Hallesche Schriften zur Sprechwissenschaft und Phonetik. Band 22. Peter Lang Verlag, Frankfurt am Main 2007, ISBN 978-3-631-56536-0, S. 101 ff.
38. 1 2 3  Ines Bose: Sprechwissenschaft. 100 Jahre Fachgeschichte an der Universität Halle. In: Lutz Christian Anders, Ursula Hirschfeld, Eva-Maria Krech, Eberhard Stock (Hrsg.): Hallesche Schriften zur Sprechwissenschaft und Phonetik. Band 22. Peter Lang Verlag, Frankfurt am Main 2007, ISBN 978-3-631-56536-0, S. 102 f.
39. 1 2  Franziska Fuchs: Die Entwicklung der Sprechwissenschaft. Drei bedeutende Fachvertreter. (Memento vom 11. Februar 2015 im Internet Archive) (PDF; 59,3 KB) In: logo report, 6/1996, abgerufen am 19. August 2021.
40. ↑  Roland W. Wagner. (PDF; 434 kB) In: Suche nach Namen. Berufsverband Sprechen e. V., abgerufen am 18. August 2021.
41. ↑  Dr. Marita Pabst-Weinschenk. In: Heinrich-Heine-Universität Düsseldorf. Abgerufen am 18. August 2021.
42. ↑  Prof. Dr. Baldur Neuber. In: Martin-Luther-Universität Halle-Wittenberg. Abgerufen am 18. Januar 2024.
43. ↑  Prof. Dr. Kati Hannken-Illjes. In: Philipps-Universität Marburg. Abgerufen am 18. Januar 2024.
44. ↑  Susanne Voigt-Zimmermann. In: Martin-Luther-Universität Halle-Wittenberg. Abgerufen am 18. Januar 2024.
45. ↑  Sven Grawunder. In: Martin-Luther-Universität Halle-Wittenberg. Abgerufen am 18. Januar 2024.
46. ↑  Zur Person. In: Universität Münster. Abgerufen am 18. Januar 2024.